# بن بارهام
بن بارهام (بالإنجليزية: Benn Barham)‏ هو لاعب غولف بريطاني، ولد في 6 فبراير 1976 في أشفورد في المملكة المتحدة.

## وصلات خارجية
- بن بارهام على موقع رابطة أوروبا للاعبي الغولف المحترفين (الإنجليزية)
- بن بارهام على موقع التصنيف العالمي الرسمي للغولف (الإنجليزية)